# Vivianne

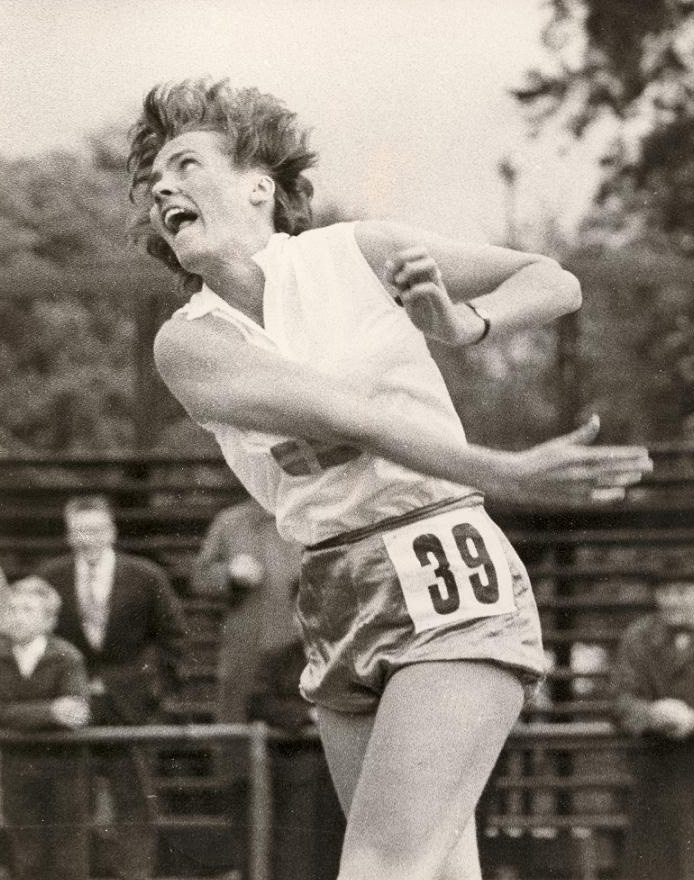
Wivianne Bergh-Freivald cirka.

Vivianne  är ett kvinnonamn med latinskt ursprung; vivus - levande. Ett besläktat namn som används av båda könen i engelskspråkiga länder är Vivian. 
Namnet har aldrig varit särskilt vanligt i Sverige och har fått byta namnsdagsplats vid flera tillfällen, bland de yngsta är namnet mycket ovanligt. 
31 december 2005 fanns det totalt 2763 personer i Sverige med namnet, varav 1047 med det som tilltalsnamn.
År 2003 fick 9 flickor namnet, varav 2 fick det som tilltalsnamn.
Namnsdag: 20 februari, (sedan 2001, 1986-1992 29 oktober, 1993-2000 5 maj)

## Varianter
- Bevin (iriska)
- Bibiana (spanska, italienska, latin)
- Viivi (finska)
- Viviana (italienska, spanska)
- Viviane (engelska)
- Viviann
- Vivienne (franska, engelska)
- Vivien (fransk manlig form)
- Vivian/Vivien (även mansnamn och efternamn, engelska)
- Vivi-Anne

## Kortformer
- Vivan
- Vivi

## Kvinnor med namnet Vivianne/Vivienne
- Wivianne Bergh-Freivald, svensk diskuskastare, aktiv på 1960-talet
- Vivianne Blanlot, chilensk ekonom och politiker
- Vivianne Franzén, svensk politiker (partiledare för Ny demokrati)
- Viviann Gerdin, svensk politiker (c)
- Viviane Reding, luxemburgsk politiker och journalist
- Vivienne Westwood, brittisk designer
- Vivi-Anne Hultén, konståkerska